# Festung Torgau

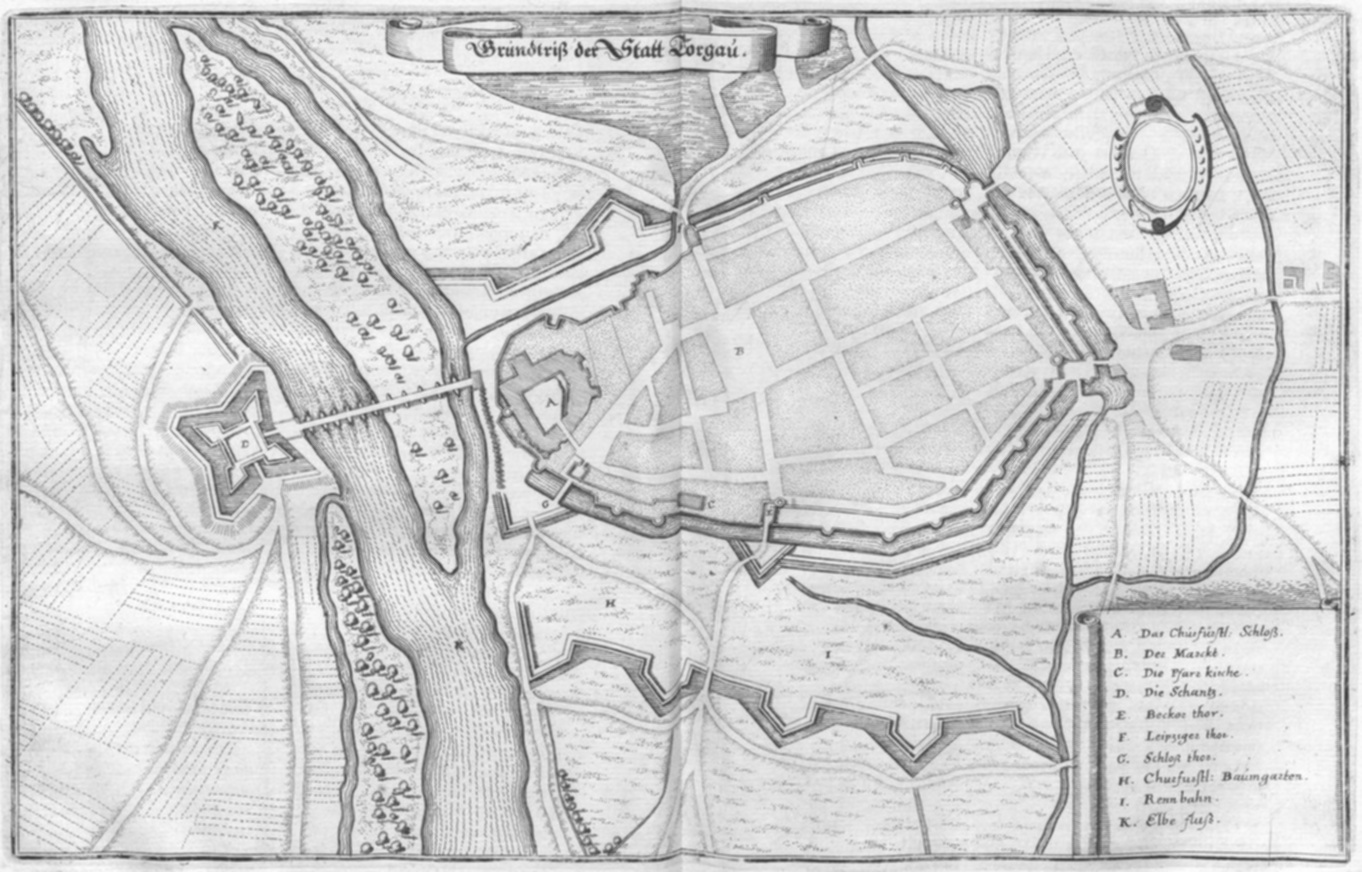
Torgau um 1650 (die Karte ist nach Süden ausgerichtet)

Karte von Torgau um 1756

Die Festung Torgau entwickelte sich im 17. und 18. Jahrhundert aus einer Erweiterung der mittelalterlichen Stadtmauer. 1811 wurde sie als sächsische Festung unter König Friedrich August I. auf Anforderung Napoleon Bonaparte ausgebaut. Nach Ende der Befreiungskriege musste Torgau 1815 vom Königreich Sachsen an Preußen übergeben werden. Die Festung wurde nun als preußische Festung weiter ausgebaut, bis sie 1889 aufgegeben und in den folgenden Jahrzehnten größtenteils abgerissen wurde.

## Entwicklung

### Vorgeschichte (bis 1805)
Die Stadt Torgau besaß seit dem Mittelalter eine Stadtmauer, die sich ringförmig um die Stadt zog und in etwa entlang der Straßenzüge Gartenstraße, Rudolf-Breitscheidstraße und Promenade verlief. Später wurden die Anlagen erweitert. In einem Stadtplan von 1650 ist die Stadtmauer mit einem Wassergraben zu erkennen. Im Norden der Stadt ist eine vorgelagerte Wallanlage mit drei Voll- und zwei Halbbastionen sowie einem davor liegenden nassen Graben eingetragen. Das westliche Elbufer wird zusätzlich durch zwei Halbbastionen geschützt. Auf dem gegenüber liegenden Elbufer befindet sich eine vorgelagerte zitadellenförmige Brückenschanze zur Sicherung der Elbbrücke. Daran schließt sich zum Schutz der Südseite ein kurzer Wall mit einer Bastion und Wassergraben an.

### Sächsische Elb- und Landesfestung (1806–1813)
Das Königreich Sachsen entstand 1806 mit der Unterzeichnung des Posener Friedensvertrages zwischen Frankreich und Sachsen und musste dem Rheinbund beitreten. Napoleon Bonaparte forderte von Sachsen den Bau einer Festung an der Elbe, um eine militärische Basis für seinen Russlandfeldzug zu erhalten. Als möglicher Standort wurden die Städte Dresden, Wittenberg und Torgau untersucht. 1810 wurde die Entscheidung für den Ausbau von Torgau getroffen.
1811 begann der Bau der Festungsanlagen. Um die Stadt herum wurde ein Erdwall mit sechs Voll- und zwei Halbbastionen errichtet. Das Wasser im Wallgraben wurde aus dem Schwarzen Graben und dem südwestlich von Torgau gelegenen Großen Teich abgeleitet. Die südlich vor dem Wall liegenden Flächen konnten zusätzlich bei einem Angriff geflutet werden (Inundierung), um den Zugang zu den Wällen zu erschweren. Im Nordwesten entstand das Fort Zinna zur Sicherung des dort liegenden Hügels, östlich davon das Fort Mahla. Weiterhin wurde das östliche Ende der Elbbrücke durch einen neuen Brückenkopf sowie zwei seitliche Lünetten gesichert.
Nach Napoleons Niederlage im Russlandfeldzug von 1812 begannen die Befreiungskriege. Die Franzosen mussten sich immer weiter nach Westen zurückziehen. Im Mai 1813 wurde die Festung Torgau unter französisches Kommando gestellt. Bei der anschließenden Belagerung von Torgau durch preußische Truppen wurde es Ende 1813 zur Kapitulation gezwungen.

### Preußische Festung (1815–1889)
Durch die Beschlüsse des Wiener Kongresses erhielt Preußen 1815 den nördlichen Teil vom Sachsen, damit auch Torgau. Die Festung wurde in den folgenden Jahrzehnten unter General der Infanterie Gustav von Rauch, dem Generalinspekteur der preußischen Festungen, weiter ausgebaut. Die vorhandenen Anlagen wurden vor allem durch bombensichere Kasematten und Reduits verstärkt, um die Besatzung und die Ausrüstung bei feindlichem Beschuss sicher unterbringen zu können. Im Fort Zinna wurden Gegenminen angelegt, um das Unterminieren zu verhindern. Im Stadtgebiet und in den Festungswerken entstanden weitere militärisch genutzte Gebäude wie Kasernen, Proviant- und Materiallager. Das Schloss Hartenfels wurde zu einer Defensivkaserne umgebaut. Die Wasserführung zur Inundierung wurde weiter ausgebaut, unter anderem um die nördlichen Bereiche vor dem Wall fluten zu können. Der Wasserstand in den Gräben konnte durch die Errichtung je eines Batardeaus vor der äußersten Halbbastion reguliert werden. Die 1872 in Betrieb genommene Elbbrücke der damaligen Halle-Sorau-Gubener Eisenbahn besaß an beiden Ufern eine Befestigung in Form eines Blockhauses mit gegenüberliegender Mauer und zwei Türmchen. Die Gleisachse konnte durch Gittertore versperrt werden.
Die Weiterentwicklung der Artillerie machte mit der sich abzeichnenden Brisanzgranatenkrise die Befestigungen von Torgau militärisch wirkungslos. Bereits 1878 wurde das Fort Mahla geschleift. 1889 wurde der Festungsstatus aufgegeben und somit die aus dem Rayongesetz folgenden Beschränkungen aufgehoben.

### Weitere Entwicklung (1889–1989)
Nach der Übergabe der an die Stadt begannen die Umnutzung der Festungswerke oder deren Abriss. Die Erdwälle wurden nahezu vollständig abgetragen, das davor liegende Glacis an der Nord- und der Westfront wurde zu einem Stadtpark umgewandelt. Die noch verbliebenen Flankenkasematten wurden von der Stadtverwaltung und Gewerbebetrieben als Lagerraum genutzt. Die Defensivkaserne des Brückenkopfes wurde 1939 bis 1945 als Wehrmachtgefängnis Torgau genutzt. Fort Zinna war fast durchgehend ein Gefängnis, das von verschiedenen Verwaltungen genutzt wurde, unter anderem als Wehrmachtgefängnis Torgau und nach Ende des Zweiten Weltkrieges als sowjetischen Speziallager Nr. 8 und Nr. 10 Torgau. Nach 1950 war das Fort Zinna wieder ein ziviles Gefängnis der Volkspolizei.

## Noch vorhandene Festungsanlagen
| Objekt | Lage                   | Bild |
| --- | ---------------------- | ---- |
| . | .                      | .    |
| Wall der Bastion IV | Leipziger Wall 13 Lage |      |
| Ufermauer zur Elbe | Lage                   |      |
| Schleusenlünette I, mit nachträglich gebauten Haus                                                                                             | Lage                   |      |
| Schleusenlünette II | Lage                   |      |
| Schleusenlünette III | Lage                   |      |
| Kriegspulvermagazin (Bastion VIII Festung Torgau)                                                                                              | Lage                   |      |
| Mittelalterliche Stadtmauer | Lage                   |      |
| Schloss Hartenfels | Lage                   |      |
| Oberhafentor | Lage                   |      |
| Südlicher Batardeau | Lage                   |      |
| Flankenkasematten der Bastion II, heutige Kulturbastion                                                                                        | Lage                   |      |
| Kurtine zwischen der Bastion II und II einschließlich Zugangs einer Poterne                                                                    | Lage                   |      |
| Linke Flankenkasematten der Bastion III | Lage                   |      |
| Glacis, heutiger Stadtpark | Lage                   |      |
| Rechte Flankenkasematten der Bastion VII | Lage                   |      |
| Nördlicher Batardeau | Lage                   |      |
| Großer Teich mit Auslass | Lage                   |      |
| Brückenkopf einschließlich Reste der Wälle, Wassergraben, westlicher Abschlussmauer und ursprünglicher Lage der Fernstraße um den Brückenkopf. | Lage                   |      |
| Defensivkaserne im Brückenkopf | Lage                   |      |
| Elblünette Werdau | Lage                   |      |
| Elblünette Zwetau | Lage                   |      |
| Lünette Loßwig, abgerissen und nur noch Mauerreste vorhanden                                                                                   | Lage                   |      |
| Zinnentürme der Eisenbahnbrücke | Lage                   |      |
| Fort Zinna, heutige Justizvollzugsanstalt Torgau                                                                                               | Lage                   |      |

## Stadtpläne
- Martin Zeiller: Torgau. In: Matthäus Merian (Hrsg.): Topographia Superioris Saxoniae, Thuringiae, Misniae et Lusatiae (= Topographia Germaniae. Band 12). 1. Auflage. Matthaeus Merians Erben, Frankfurt am Main 1650, S. T 55: Grundriss der Stadt Torgau (Bildtafel [Wikisource]).
- Johann Georg Starcke (Hrsg.): Theatrum urbium. Blatt 230: Grundriss der Stadt Torgau. Erschienen 1695. Digitalisat der Deutschen Fotothek.
- Militärkarte von Torgau, Kupferstich, nach 1760 Digitalisat der Deutschen Fotothek.
- Meilenblätter von Sachsen, Dresdner Exemplar, 1:12 000, Handzeichnung, ab 1792, Blätter 1-300. Blatt 49: Torgau, 1:12 000, Kopie Digitalisat der Deutschen Fotothek.
- Meßtischblatt 2538/2539: Torgau, 1912 Digitalisat der Deutschen Fotothek.